# أنا وهو وهي (مسرحية)
أنا وهو وهي، مسرحية من إنتاج «المسرح الكوميدي» سنة 1963، وتم عرضها لأول مرة في عام 1964 على مسرح الأوبرا في مصر، وهي من بطولة فؤاد المهندس وشويكار وعدد من الفنانين الآخرين، وتدور أحداثها المسرحية في إطار كوميدي خلال، ومدتها 3 ساعات و20 دقيقة تقريبا.

## ما قبل العرض
المسرحية دونها المؤلف والمنتج المسرحي سمير خفاجي، ومؤسس فرقتي «ساعة لقلبك» و«الفنانين المتحدين»، أثناء جلوسه على «قهوة بديع» صباحا، على حد قوله. ولم يكن سمير خفاجي قد انتهى من كتابة المسرحية بعد، حتى وجد الفنان عبد المنعم مدبولي يسرع إليه ويطلب منه تقديمها على المسرح «وهي مكتوبة بالقلم الرصاص»، ليقدمها إلى الأستاذ سيد بدير ليكون أبطالها فؤاد المهندس وشويكار، حسبما كتبه خفاجي في كتابه «أوراق من عمري»، والذي يسرد من خلاله مذكراته، ومحطاته الفنية.
كان من المتفق بالإجماع من قبل صناع العمل في بداية الأمر على الكوميديان محمد عوض أن يؤدي دور "دسوقي" بالمسرحية ولس عادل إمام. ولكن ارتفاع أجره لـ400 جنيه كان مبلغا ضخما في ذلك الوقت، بحسب خفاجي، قائلا: "فرشح لها قاسم وجدي، ريجيسير الممثلين المشهور في ذلك الوقت، شابا صغيرا في العشرين اسمه عادل إمام، جرت المقارنة بينه وبين شاب آخر جديد في ذلك الوقت اسمه سعيد صالح، ولكن وجدي انحاز لإمام بعد أن شاهده في مسرحية "ثورة قرية"، التي كان يظهر فيها ليقول جملة واحدة، وهي "العسلية بمليم الوقية".

## القصة
في أحد الأيام يذهب المحامي حمدي (فؤاد المهندس) إلى مدينة الفيوم ليلة رأس السنة ليقضي إجازته في صيد البط، ولكن أمطرت السماء مطراً غزيراً وتعذر على الضيوف العودة للقاهرة واضطروا إلى المبيت باللوكاندة، وبسبب عدم وجود أماكن كافية طلب مدير اللوكاندة (جميل عز الدين) من الإستاذ حمدي أن يبيت في صالون جناحه بعض الزبائن، ولكن حمدي رفض بشدة، تتمكن نادية (شويكار) من إختراع قصة وهمية تستثير بها عطف حمدي وتطلب منه المبيت في الصالون، ونامت هي في الحجرة ونام هو في الصالون، ولأنها لا تملك سوى فستان السهرة فقد استعارت منه الروب الخاص به، عاد مدحت لمكتبه وقد انشغل بنادية وشعر نحوها بعاطفة جياشة وقد اتصلت به لكي تعيد له الروب، ولكن جاءه النمساوي (سلامة الياس) وهو بلطجي معروف وطلب منه رفع قضية على زوجته الراقصة التي باتت بالأمس في حجرة رجل غريب في لوكاندة الفيوم، وأنه سيقتله إذا رآه، ويظن حمدي أنه هو المقصود، ويتهرب من النمساوي، ثم يتقابل مع نادية التي لم تنكر أنها هي المقصودة وتركته في اعتقاده، ويدور صراع بين النمساوي وبين حمدي حول السيدة التي باتت في حجرته بالفيوم، إلى أن يواجه النمساوي بنادية ويتضح له أن زوجة النمساوي امرأة أخرى غير نادية التي لم يسبق لها الزواج، ويتزوجها حمدي.

## نجاح المسرحية
«أنا وهو وهي» واحدة من أكثر من الأعمال الفنية التي أحدثت نقلة نوعية بعالم المسرح. ونالت نجاحا غير مسبوق، كما أن عادل إمام لمع في دوره بشدة، حتى وصفه سمير خفاجي «أنه ودسوقي بديا كشخصية واحدة لا ينفصلان».
تحولت المسرحية فيما بعد إلى فيلم سينمائي أخرجه فطين عبد الوهاب، وقد أدى فيه عادل إمام أدى فيه دور دسوقي أيضا، وكان هذا أول عمل سينمائي يقوم به، كما كان الفيلم أول ظهور للضيف أحمد وقد تقاضى كل منهما 50 جنيها، وانهالت فيما بعد العروض على عادل إمام من مكاتب الإنتاج «تطلب منه أن يحضر ومعه بدلة وطربوش دسوقي لتصوير فيلم جديد، ولكنه رفض كل هذه العروض لفطنته بعدم حصر نفسه في ذلك الدور» كما ذكر سمير خفاجي.

## أحداث مميزة

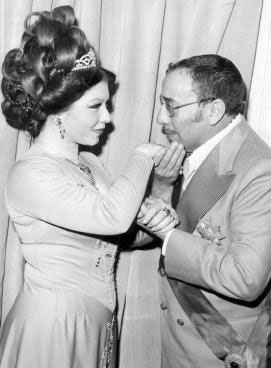
فؤاد المهندس وشويكار

لم يكن الخروج عن النص مألوفا لدى الأستاذ فؤاد المهندس، إذ عرف عنه التزامه بالنص في عروضه باستثناء واحد في مسرحية «أنا وهو وهى»، فخلال تقديم الفصل الثاني من المسرحية، فاجأ المهندس شويكار وطلب يدها أمام الجمهور قائلا: «تتجوزيني يا بسكوتة»، وقابلت شويكار طلب المهندس بالفرحة فما كان منها إلا أن قالت: «بحبك».
تعتبر الجملة الشهيرة للزعيم عادل إمام: «دي بلد شهادات صحيح» أكثر ما ارتبط في أذهان المشاهدين بالمسرحية، وتعتبر المسرحية من أهم محطات عادل إمام، نظرا لارتباط الجمهور بشخصية دسوقي أفندي ولازمته الشهيرة تلك.

## صناع العمل[3]
- سمير خفاجي (مؤلف)
- عبد المنعم مدبولي (مخرج ومؤلف)
- فؤاد المهندس (حمدي المحامي)
- شويكار (نادية)
- سلام إلياس   (عبد التواب النمساوي)
- عادل إمام (دسوقي)
- الضيف أحمد (عطية)
- رجاء سراج (زينب)
- عواطف رمضان
- فيكتوريا كوهين
- جمال شبل (سفرجي الفندق)
- عاطف شعبان (ميمو)
- صلاح يسري (صلاح)
- جميل عز الدين (مدير اللوكاندة)
- أحمد ماهر تيخة (حنفي)